# Jorge de Juan García
Jorge de Juan García (Cartagena, 6 de juny de 1961) és un actor, productor i director de cinema i teatre espanyol, de nom artístic Jorge de Juan. Ha creat en 2016 the Spanish Theatre Company que és l'única charity (organització sense ànim de lucre) en la història del teatre britànic dedicada a la producció d'obres espanyoles i llatinoamericanes. Aquesta charity representa les seves obres en el Cervantes Theatre de Londres situat a Southwark.

## Biografia
Neix a Cartagena (Espanya) en 1961 en el si d'una família molt artística. El seu avi matern, Alfredo García Abad, professor de violí i Director del Conservatori de Música i Declamació de Cartagena; la seva àvia, Encarna, professora de piano (d'aquest matrimoni va néixer l'oncle de Jorge de Juan, Gregorio García Segura, gran compositor i mestre musical espanyol i el seu germà Alfredo García Segura, pianista, arranjador i compositor..
Un besoncle patern, Josep María Juan García, autor teatral valencià; el seu besoncle matern, José Segura López, era un actor i director teatral cartagenero amb companyia pròpia, representant grans comèdies i drames de l'època pels pobles i ciutats d'Espanya. En aquesta modesta companyia es van conèixer els seus pares que treballaven com a intèrprets, professió que van abandonar poc després de casar-se.
Amb tot aquest passat familiar artístic, Jorge de Juan, decideix ser actor i ingressar en la Reial Escola Superior d'Art Dramàtic de Madrid, l'any 1978, on es va llicenciar tres anys més tard i on interperetó el seu primer gran personatge, el príncep de Yvonne, princesa de Borgoña irigit pel seu mestre Jorge Eines.
Debuta, l'any 1979, encara a l'escola, dirigit per Josefina Molina, al Teatro Marquina de Madrid, a Cinco horas con Mario de la mà de Lola Herrera. De seguida el va cridar Miguel Narros pel seu Macbethal Teatro Español. 

Un any més tard viatja a Londres on estudia direcció i producció en la British Theatre Association, amb directors com Clifford Williams; veu amb Michael McCallion; classes amb David Perry, i la seva ayudantía de direcció al costat de Sir Ian McKellen en el seu espectacle Acting Shakespeare.
A la seva volta, Jaime Chávarri, li crida per a debutar en el que seria la seva primera pel·lícula, Las bicicletas son para el verano i José Luis Gómez (per al gran èxit Èdip rei dirigida per Stavros Doufexis).
A partir d'aquí, Jorge de Juan intercala els seus treballs com a actor amb la producció, tant de teatre com cinematogràfica, i més tard arriben els seus treballs com a director.
Nombrosos muntatges teatrals avalen la seva experiència com a actor amb directors de la talla de l'esmentat José Luis Gómez, Miguel Narros, Clifford Williams, Stavros Doufexis, Guillermo Heras i Pierre Audi, entre d'altres. Produeix i interpreta El beso de la Mujer Araña, dirigida per Felipe Vega.
El 2000, l'èxit de l'obra La Mujer de Negro, el porta a representar més de 400 funcions al costat d'Emilio Gutiérrez Caba.
Aquesta mateixa obra és produïda per ell, l'any 2007, de nou al costat d'Emilio Gutiérrez Caba i dirigida per Eduardo Bazo, que els porta a un nou èxit i arribar fins a les mil funcions entre els dos muntatges.
L'any 2009 produeix, co-dirigeix i protagonitza l'obra de teatre Los 39 escalones adaptació de Patrick Barlow del clàssic de Hitchcock, versió del propi Jorge de Juan.
El 2012 protagonitza Hay que deshacer la casa sota la direcció d'Andoni Ferreño. I torna a protagonitzar, produir i co-dirigir una nova versió de Los 39 escalones.
Com a actor de cinema i de televisió ha treballat en un total de trenta-sis pel·lícules i sèries en les quals destaca els seus papers protagonistes a El mejor de los tiempos, Mientras haya luz, Nadie como tú, Manos de seda, Aquitania, Otra Ciudad i La sombra de Caín Para que nadie olvide tu nombre i Imaginario entre altres.
Abre los ojos, One of the Hollywood Ten, Beltenebros, Pasiones rotas, Brujas, Talk of Angels, Las razones de mis amigos, Las bicicletas son para el verano, etc, formen part de les seves col·laboracions cinematogràfiques, tant espanyoles com estrangeres.
El seu últim treball com a protagonista ha estat la pel·lícula Imaginario de Pablo Cantos i Aquitania de Rafa Montesinos, además de haber protagonizado la Tv-movie Para que nadie olvide tu nombre de César Martínez, i participat a les pel·lícules de Kepa Sojo i César Martínez El síndrome de Svensson i Arena en los bolsillos, respectivament, així com a la sèrie El síndrome de Ulises per a Ficción Tv i A3.
El 2011 va treballat a Silencio en la nieve, dirigida per Gerardo Herrero.
Ha estat guardonat amb el Premi Francisco Rabal de Cinema pel seu paper protagonista en El mejor de los tiempos, de Felipe Vega, (Premiada al Festival Internacional de Cinema de Sant Sebastià). Va obtenir el Premi de la Cartelera Turia de Teatre 1999 per la seva interpretació a La Mujer de Negro.
Entre els seus treballs més significatius figura l'haver estat el Director del Palenque en la Exposició Universal de Sevilla de 1992. Durant tres anys i mig es va encarregar de coordinar els treballs de construcció d'aquest espai de 10.000 m², disseny de continguts, contractació de personal, gestió i contractació d'espectacles, així com d'elaborar un Pla d'Operacions específic per al període Expo. Sota la seva direcció es van desenvolupar, durant sis mesos, 1162 actuacions, a més dels actes protocol·laris de 110 països, empreses i organismes oficials, encarregant-se de rebre personalment a reis, Caps d'Estat, Presidents de Governs, Ministres i altres personalitats.
Fruit de tot aquest experiència crea a València, El palenque producciones S.L., amb la vocació de desenvolupar projectes cinematogràfics i teatrals el primer treball dels quals és el curtmetratge M de amor i la producció de Miradas y Tal como lo vemos, sèrie de 48 capítols de 30’ sobre diferents temes del País Valencià, per encàrrec de la Conselleria Portaveu de Govern.
Ha produït el llargmetratge Bala Perdida guió del mateix Jorge de Juan, protagonitzat per David Carradine, Juanjo Puigcorbé, Mercedes Sampietro i Emilio Gutiérrez Caba, entre d'altres, (Premi al Millor Llargmetratge i Millor banda sonora en La Mostra Cinema de València) i coproductor d'Imaginario amb Dexiderius Producciones.
També és Productor Associat de la pel·lícula del director serbi Goran Markovic, Kordón Gran Premi del festival de Mont-real, Premi dels Nous Realitzadors en el Festival de Montpeller, Premi Especial del Jurat en el Festival d'Orense).
Dirigeix i produeix la pel·lícula documenta Ricardo Muñoz Suay. Memorias del otro.
El seu últims treballs ha estat co-dirigir, amb Eduardo Bazo, i produir l'èxit teatral Al final del Arcoíris, de Peter Quilter, al teatre Marquina de Madrid. I Dràcula. El seu últim guió, Sólo un gigoló, fou subvencionat per l'IVAC. També ha realitzat les versions de Los 39 escalones, Al final del Arcoíris i Drácula.
 Durant 3 anys va ser President de FEVA, Federació de l'Audiovisual Valencià, que representa a un sector de més de 4000 professionals i empreses.

Va ser Conseller d'Administració de AISGE (Societat de Gestió de Drets d'Actors i Intèrprets) i patró de la Fundació AISGE. És membre de la Acadèmia de les Arts i de les Ciències Cinematogràfiques d'Espanya i en dues ocasions, membre del Comitè d'Experts del Ministeri de Cultura (ICAA).
Actualment viu a Londres, on va fundar la Spanish Theatre Company que és la primera "charity" (organització sense ànim de lucre) dedicada a la difusió d'obres tant espanyoles com llatinoamericanes a Londres. Al novembre de 2016, va construir a Londres el Cervantes Theatre per a acollir a the Spanish Theatre Company. També és director associat de companyies com Fourth Monkey, on ha dirigit The Grain Store i The Public. Com a director en la Spanish Theatre Company, ha realitzat diferents produccions, com Yerma, La Casa de Bernarda Alba, Bodas de Sangre i El juez de los divorcios… i altres.

## Filmografia
Com a actor protagonista
- Siete minutos. 2009.
- Imaginario (pel·lícula). 2008.
- Aquitania. 2004.
- La sombra de Caín. 1999.
- Manos de seda. 1998.
- Nadie como tú. 1996.
- No te compliques la vida. 1990.
- El anónimo...¡Vaya papelón!. 1989.
- El mejor de los tiempos.1989
- Mientras haya luz. 1986

Com a actor secundari
- Grimsby (pel·lícula) 2016.
- Silencio en la nieve . 2011.[22]
- El síndrome de Svensson. 2005.
- Arena en los bolsillos (pel·lícula). 2005.
- Saharaui, historias de una guerra. 2003.[23]
- Una ciudad de otro mundo. 2000.
- Punto de mira (pel·lícula). 2000.
- Las razones de mis amigos. 1999.
- Abre los ojos. 1997.
- Brujas. 1995.
- Puede ser divertido. 1995.
- Talk of angels (Pasiones rotas). 1994.
- Los peores años de nuestra vida. 1993.
- Beltenebros. 1990.
- La reina del mate. 1984.
- las bicicletas son para el verano. 1983.

## Televisió
Com a actor protagonista
- Lope enamorado. 2018
- Insomaniac. 2014.
- Para que nadie olvide tu nombre. Tv movie pera Canal NOU, TV3 i FORTA. 2005.[24]
- Otra ciudad. 2003.
- El beso de la mujer araña. Gravació de l'obra per TVE. 1996.
- Hospital. Sèrie d'Antena 3. 1996.
- Passover. Film per la BBC. (Com a actor i Productor ejxecutiu). 1993.
- El número marcado. Elías Querejeta per TVE. 1987.
- Los caprichos. Per TVE. 1984.

Como actor secundari
- Cuéntame cómo pasó Sèrie de ficció per RTVE. 2014.
- El síndrome de Ulises. Sèrie de ficció TV per A3
- Un chupete para ella. Per A3. 2000-01.
- Turno de oficio. TVE. 1985.
- Página de sucesos. Per TVE. 1984.
- Ricardo III. Gravació de l'obra per TVE. 1983.

## Teatre
Com a actor protagonista
- Hay que deshacer la casa.2013.
- Los 39 escalones 2012/13.
- Hay que deshacer la casa. 2011/12.
- La mujer de negro de Susan Hill i Stephen Mallatratt. 2006/08.
- La mujer de negro de Susan Hill i Stephen Mallatratt. 1998/00.
- El beso de la mujer araña. (Com a actor i productor). 1995/6.
- Caricias. 1994.-
- Motor. 1988.
- Bodas de sangre 1985.
- Medea es un buen chico. 1984.
- La ciudad y los perros 1982.
- Yvonne, princesa de Borgoña de Gombrowich. 1981.
- Calígula 1979.

## Director i Productor

### Director
- Yerma. 2019.[25]
- La casa de Bernarda Alba. Director de l'obra de Lorca amb la companyia de teatre fundada en 2014 The Spanish Theatre Company (STC). 2017/2018.
- El juez de los divorcios ...Y otros. 2017.
- The grain store. 2016.
- Bodas de sangre dirigeix l'obra para The Spanish Theatre Company, representada al Cervantes Theatre de Londres. 2016.
- El público. En col·laboració amb Fourth Monkey. 2015.
- El juez de los divorcios. 2015.
- Los 39 escalones. Director de la nova versió d' (Alfred Hitchcock) de Patrick Barlow adaptada per Jorge de Juan. Produït per la seva pròpia productora. 2012
- Drácula de H.Deane i J.Balderston en versió de Jorge de Juan. Co-dirigeix amb Eduardo Bazo, i produeix pel Teatre Marquina. 2012
- Al final del arco iris de Peter Quilter. Co-dirigeix amb Eduardo Bazo, i produeix pel Teatre Marquina. 2011
- Ricardo Muñoz Suay. Memorias del Otro. Dirigexi i produeix el documental. 2009
- Director d'El Palenque a l'Exposició Universal de Sevilla (1992). 1990/92.
- Fongui 2Cs a Madrid, empresa, amb seu a Londres, dedicada a la producció multimèdia, on produeix i realitza vídeos i presentacions d'empresa. 1989.
- Treballa en nombrosos rodatges publicitaris com a ajudant de direcció, producció i director de càsting per a nombroses marques comercials.

### Productor
- La golondrina[26]productor en el Cervantes Theatre de Londres. 2018.
- Nueva dramaturgia española[27] productor del Ciclo I. En este ciclo se incluye la obra de MI PEQUEÑO PONI dirigida por Jorge de Juan. 2017
- Kordon. Productor associat del llargmetratge del director serbi Goran Markovic (Gran Premi del festival de Mont-real, Premi al Millor Llargmetratge, Premi Especial del Jurat en Festival d'Orense. 2003
- Bala perdida. Productor i guionista (Dirigit per Pau Martínez i protagonitzat per David Carradine i Juanjo Puigcorbé. Premi al Millor Llargmetratge i Millor banda sonora en La Mostra Cinema de València). 2002
- M de amor. Cortometraje (Dirigit per Pau Martínez). 2001. Produït per El Palenque Producciones S.L., a València. 2001

## Lectures dramatitzades
- Don Perlimplín con Belisa en el jardín. 2017.
- El maleficio de la mariposa. 2017.
- La lengua en pedazos. 2015.
- Nina. 2015.
- Eloísa está debajo de un almendro. 2015.
- La noche. 2015.
- Olvida los tambores. 2014.
- El local de Bernardeta. 2014.
- Hay que deshacer la casa. 2014.

## Premis
| Any  | Premi                        | Categoria                                    | pel·lícula               | Resultat   |
| ---- | ---------------------------- | -------------------------------------------- | ------------------------ | ---------- |
| 1990 | Premis Francisco Rabal       | Millor actor                                 | El Millor de los Tiempos | Guanyador  |
| 1999 | Premis Turia                 | Premi Especial Teatro                        | La Mujer de Negro        | Guanyador  |
| 2003 | Mostra de València Cinema    | Millor pel·lícula Millor banda sonora        | Bala Perdida             | Guuanyador |
| 2003 | Montréal World Film Festival | Grand Prix des Amériques (Millor pel·lícula) | Kordon                   | Guanyador  |